# Espérance Sportive de Tunis 2008-2009
Questa voce raccoglie le informazioni riguardanti l'Espérance Sportive de Tunis nelle competizioni ufficiali della stagione 2008-2009.

## Rosa
| N. |                           | Ruolo | Calciatore             |
| -- | ------------------------- | ----- | ---------------------- |
| 1  | Tunisia (bandiera)        | P     | Hamdi Kasraoui         |
| 2  | Tunisia (bandiera)        | D     | Khaled Badra           |
| 3  | RD del Congo (bandiera)   | D     | Janvier Besala Bokungu |
| 4  | Tunisia (bandiera)        | D     | Hamza Tlili            |
| 5  | Costa d'Avorio (bandiera) | C     | Edgar Loué             |
| 6  | Tunisia (bandiera)        | D     | Larbi Jabeur           |
| 7  | Tunisia (bandiera)        | A     | Khaled Ayari           |
| 8  | Tunisia (bandiera)        | C     | Zine Souissi           |
| 9  | Tunisia (bandiera)        | A     | Naoufel Youssfi        |
| 10 | Tunisia (bandiera)        | C     | Oussama Darragi        |
| 11 | Camerun (bandiera)        | A     | Henri Bienvenu         |
| 12 | Tunisia (bandiera)        | D     | Khalil Chemmam         |
| 13 | Tunisia (bandiera)        | D     | Wissem El Bekri        |
| 14 | Nigeria (bandiera)        | A     | Michael Eneramo        |
| 15 | Tunisia (bandiera)        | C     | Khaled Korbi           |
| 16 | Tunisia (bandiera)        | P     | Arbi Mejri             |

| N. |                           | Ruolo | Calciatore          |
| -- | ------------------------- | ----- | ------------------- |
| 17 | Tunisia (bandiera)        | C     | Sameh Derbali       |
| 18 | Tunisia (bandiera)        | A     | Wajdi Bouazzi       |
| 19 | Tunisia (bandiera)        | C     | Walid Tayeb         |
| 20 | Tunisia (bandiera)        | C     | Tarak Achour        |
| 21 | Tunisia (bandiera)        | C     | Skander Echeikh     |
| 24 | Tunisia (bandiera)        | A     | Amine Ltaïef        |
| 25 | Tunisia (bandiera)        | D     | Wissem Abdi         |
| 27 | Tunisia (bandiera)        | D     | Zied Derbali        |
| 28 | Tunisia (bandiera)        | C     | Youssef Msakni      |
| 29 | Tunisia (bandiera)        | C     | Hamza Baghouli      |
| 30 | Tunisia (bandiera)        | C     | Seifallah Mahjoubi  |
| 32 | Tunisia (bandiera)        | P     | Wassim Naouara      |
| 33 | Tunisia (bandiera)        | D     | Mohamed Ben Mansour |
| 35 | Tunisia (bandiera)        | D     | Salah Mzali         |
|    | Tunisia (bandiera)        | C     | Ahmed Hammi         |
|    | Costa d'Avorio (bandiera) | A     | Oussou Anicet       |